# レジー・ミラー
レジナルド・ウェイン・ミラー (Reginald Wayne Miller, 1965年8月24日 - ) は、アメリカ合衆国・カリフォルニア州リバーサイド出身の元プロバスケットボール選手。NBAのインディアナ・ペイサーズ一筋でプレーして活躍した。試合終了間際に正確なスリーポイントシュートを決めることから「Miller Time」の愛称で知られる。特にニューヨーク・ニックス戦にはめっぽう強く「Knick Killer」というニックネームがつけらるほどであった。また、引退当時は通算最多スリーポイント成功数を保持していた。現在はステフィン・カリー、レイ・アレン、ジェームス・ハーデンに次ぐ4位である。
ミラーはペイサーズ史上最高の選手と評されており、現役時代に着用していた背番号「31」は2006年に永久欠番となっている。引退後はTNTのNBA解説者として活動しており、2012年にネイスミス記念バスケットボール殿堂入りを果たし、2021年にはNBA75周年記念チームにも選出され、その栄光を称えられた。

## 少年時代
ミラーは生まれつき脚が曲がっており正常に歩くことができなかったので、ギプスをつけるなどの矯正を数年行い、正常に歩けるようになった。
なおミラーの家族は、兄のダレルがMLBのキャッチャー、姉のシェリルがバスケットボール選手でオリンピック金メダル獲得、妹のタミーがカリフォルニア州立大学でバレーボール選手とスポーツ一家である。

## 大学時代
ミラーはカリフォルニア大学ロサンゼルス校（ブルーインズ）に進学し、1984-85シーズンにはNIT決勝に進出、1986-87シーズンにはPac-10でシーズン優勝した。カリーム・アブドゥル＝ジャバーに続くUCLA歴代2位の通算得点を記録し、1シーズンでの記録では最多得点、1試合あたりの最多得点、最多フリースロー成功数などのタイトルを獲得している。

## NBA
1987年のNBAドラフト1順目11位でインディアナ・ペイサーズに指名された。当初ペイサーズは、セント・ジョンズ大学のマーク・ジャクソンを指名する予定だったが、ドニー・ウォルシュ球団社長の閃きで、急遽ミラー指名に切り替えたという。その後ジャクソンは18位で地元のニューヨーク・ニックスに指名され、ペイサーズでもプレーしている。
1994年のイースタン・カンファレンス決勝の第5戦では、アウェイのマディソン・スクエア・ガーデンで宿敵ニューヨーク・ニックス相手に第4クウォーターの12分間で25得点、1試合合計39得点を挙げ、チームを93-86の勝利に導いた。しかし、その後2連敗し、NBAファイナル進出はならなかった。
翌1995年のイースタン・カンファレンス準決勝第1戦でも同じくマディソン・スクエア・ガーデンでニックスと対戦し、試合終了まで残り16.4秒で6点を追う状況で、ミラーはスリーポイント2本、フリースロー2本で8得点し、107-105で逆転勝利し、またしてもニックスを奈落の底に突き落とした。このときのミラーはスリーポイントを決めた後、ニックスのインバウンズパスをスティール、そして自ら3ポイントラインまでドリブルで下がり、スリーポイントを決めるという離れ業をやってのけた。その後、ペイサーズがジョン・スタークスにファウル、スタークスは2本のフリースローを外し、リバウンド争いでファウルを受けたミラーが最終的に2本のフリースローを決めたものである。4勝3敗でこのシリーズに勝利し、イースタン・カンファレンス決勝に進出するが、オーランド・マジックに敗れた。
1998年にペイサーズは3年ぶりにイースタン・カンファレンス決勝に進出する。この第4戦で、残り3秒で93-94と負けている状況で、ミラーはマイケル・ジョーダンのマークを振り切り、スリーポイントシュートを決め、逆転勝利を収める。このシリーズも最終戦までもつれるが、第7戦に敗れて3勝4敗でまたもカンファレンス決勝で敗退となる。
2000年、フィラデルフィア・セブンティシクサーズとのイースタン・カンファレンス準決勝第1戦でミラーとチームメートのジャレン・ローズが40得点ずつ取り、108対91で勝利する。なお、1試合で同じチームの2人が40得点を獲得したのはNBAプレーオフ史上4回だけである。結局4勝2敗でこのシリーズに勝利し、カンファレンス決勝もニックス相手に4勝2敗で勝利し、ペイサーズにとってもミラーにとっても初のNBAファイナル進出となった。
NBAファイナルでミラーは1試合平均24.3得点するが、ロサンゼルス・レイカーズ相手に2勝4敗で敗退した。
2002-2003シーズン頃からはチームの若手に出場時間を譲り自身の出場時間は1試合平均で30分程度と大黒柱としての役割は減っていたが、バスケットボールへの態度等でもチームを牽引していた。2004-2005シーズン前半の2004年11月19日、デトロイト・ピストンズ戦で起こった乱闘事件によりペイサーズはロン・アーテスト、ジャーメイン・オニール、スティーブン・ジャクソン、アンソニー・ジョンソン、ミラーが出場停止となり、特にアーテストがシーズンの全試合、ジャクソンが30試合、オニールが25試合(その後15試合に軽減）と長期の出場停止処分となり、その間ミラーは先発選手としてリーダーシップを取って、1試合平均20得点近い成績を残した。また2005年3月19日のレイカーズ戦では39歳にして39得点を記録している。
2005年2月、ミラーはTNTのレポーターである姉シェリルを通じシーズン終了後の引退を表明した。同年5月、プレーオフでペイサーズが敗退したのち、ミラーは引退した。なお、最後の試合となった2005年5月19日カンファレンス準決勝第6戦のピストンズ戦では27得点だった。
2006年3月、インディアナ・ペイサーズがミラーの背番号31を永久欠番にすることを発表し、3月30日に永久欠番のセレモニーが行われた。
2007年8月　スター選手が集まったボストン・セルティックスにベンチプレーヤーとして現役復帰するという話が浮上するも、ミラー本人とセルティックス側双方が否定した。

## 個人成績

### レギュラーシーズン
| シーズン     | チーム       | GP   | GS   | MPG  | FG%  | 3P%  | FT%   | RPG | APG | SPG | BPG | PPG  |
| ------------ | ------------ | ---- | ---- | ---- | ---- | ---- | ----- | --- | --- | --- | --- | ---- |
| 1987–88      | IND          | 82   | 1    | 22.4 | .488 | .355 | .801  | 2.3 | 1.6 | .6  | .2  | 10.0 |
| 1988–89      | IND          | 74   | 70   | 34.3 | .479 | .402 | .844  | 3.9 | 3.1 | 1.3 | .4  | 16.0 |
| 1989–90      | IND          | 82   | 82   | 38.9 | .514 | .414 | .868  | 3.6 | 3.8 | 1.3 | .2  | 24.6 |
| 1990–91      | IND          | 82   | 82   | 36.2 | .512 | .348 | .918* | 3.4 | 4.0 | 1.3 | .2  | 22.6 |
| 1991–92      | IND          | 82   | 82   | 38.0 | .501 | .378 | .858  | 3.9 | 3.8 | 1.3 | .3  | 20.7 |
| 1992–93      | IND          | 82   | 82   | 36.0 | .479 | .399 | .880  | 3.1 | 3.2 | 1.5 | .3  | 21.2 |
| 1993–94      | IND          | 79   | 79   | 33.4 | .503 | .421 | .908  | 2.7 | 3.1 | 1.5 | .3  | 19.9 |
| 1994–95      | IND          | 81   | 81   | 32.9 | .462 | .415 | .897  | 2.6 | 3.0 | 1.2 | .2  | 19.6 |
| 1995–96      | IND          | 76   | 76   | 34.5 | .473 | .410 | .863  | 2.8 | 3.3 | 1.0 | .2  | 21.1 |
| 1996–97      | IND          | 81   | 81   | 36.6 | .444 | .427 | .880  | 3.5 | 3.4 | .9  | .3  | 21.6 |
| 1997–98      | IND          | 81   | 81   | 34.5 | .477 | .429 | .868  | 2.9 | 2.1 | 1.0 | .1  | 19.5 |
| 1998–99      | IND          | 50   | 50   | 35.7 | .438 | .385 | .915* | 2.7 | 2.2 | .7  | .2  | 18.4 |
| 1999–2000    | IND          | 81   | 81   | 36.9 | .448 | .408 | .919  | 3.0 | 2.3 | 1.0 | .3  | 18.1 |
| 2000–01      | IND          | 81   | 81   | 39.3 | .440 | .366 | .928* | 3.5 | 3.2 | 1.0 | .2  | 18.9 |
| 2001–02      | IND          | 79   | 79   | 36.6 | .453 | .406 | .911* | 2.8 | 3.2 | 1.1 | .1  | 16.5 |
| 2002–03      | IND          | 70   | 70   | 30.2 | .441 | .355 | .900  | 2.5 | 2.4 | .9  | .1  | 12.6 |
| 2003–04      | IND          | 80   | 80   | 28.2 | .438 | .401 | .885  | 2.4 | 3.1 | .8  | .1  | 10.0 |
| 2004–05      | IND          | 66   | 66   | 31.9 | .437 | .322 | .933* | 2.4 | 2.2 | .8  | .1  | 14.8 |
| 通算         | 通算         | 1389 | 1304 | 34.3 | .471 | .395 | .888  | 3.0 | 3.0 | 1.1 | .2  | 18.2 |
| オールスター | オールスター | 5    | 1    | 19.2 | .457 | .263 | .750  | 1.0 | 2.0 | 1.0 | .2  | 8.0  |

### プレーオフ
| シーズン | チーム | GP  | GS  | MPG  | FG%  | 3P%  | FT%  | RPG | APG | SPG | BPG | PPG  |
| -------- | ------ | --- | --- | ---- | ---- | ---- | ---- | --- | --- | --- | --- | ---- |
| 1990     | IND    | 3   | 3   | 41.7 | .571 | .429 | .905 | 4.0 | 2.0 | 1.0 | .0  | 20.7 |
| 1991     | IND    | 5   | 5   | 38.6 | .486 | .421 | .865 | 3.2 | 2.8 | 1.6 | .4  | 21.6 |
| 1992     | IND    | 3   | 3   | 43.3 | .581 | .636 | .800 | 2.3 | 4.7 | 1.3 | .0  | 27.0 |
| 1993     | IND    | 4   | 4   | 43.8 | .533 | .526 | .947 | 3.0 | 2.8 | .8  | .0  | 31.5 |
| 1994     | IND    | 16  | 16  | 36.0 | .448 | .422 | .839 | 3.0 | 2.9 | 1.3 | .2  | 23.2 |
| 1995     | IND    | 17  | 17  | 37.7 | .476 | .422 | .860 | 3.6 | 2.1 | .9  | .2  | 25.5 |
| 1996     | IND    | 1   | 1   | 31.0 | .412 | .333 | .867 | 1.0 | 1.0 | 1.0 | .0  | 29.0 |
| 1998     | IND    | 16  | 16  | 39.3 | .426 | .400 | .904 | 1.8 | 2.0 | 1.2 | .2  | 19.9 |
| 1999     | IND    | 13  | 13  | 37.0 | .397 | .333 | .895 | 3.9 | 2.6 | .7  | .2  | 20.2 |
| 2000     | IND    | 22  | 22  | 40.5 | .452 | .395 | .938 | 2.4 | 2.7 | 1.0 | .4  | 24.0 |
| 2001     | IND    | 4   | 4   | 44.3 | .456 | .429 | .933 | 5.0 | 2.5 | .8  | .5  | 31.3 |
| 2002     | IND    | 5   | 5   | 39.6 | .506 | .419 | .875 | 3.2 | 2.8 | 1.6 | .2  | 23.6 |
| 2003     | IND    | 6   | 6   | 29.3 | .283 | .160 | .913 | 2.3 | 2.3 | .2  | .2  | 9.2  |
| 2004     | IND    | 16  | 16  | 28.4 | .402 | .375 | .922 | 2.3 | 2.8 | 1.1 | .2  | 10.1 |
| 2005     | IND    | 13  | 13  | 33.1 | .434 | .318 | .941 | 3.1 | 1.5 | .8  | .1  | 14.8 |
| 通算     | 通算   | 144 | 144 | 36.9 | .449 | .390 | .893 | 2.9 | 2.5 | 1.0 | .2  | 20.6 |

## 国際舞台
1994年、全米代表としてドリームチームIIに参加、バスケットボール世界選手権に参加して優勝。1996年アトランタオリンピックの全米代表チームの一員として金メダルを獲得。2002年にも全米代表としてバスケットボール世界選手権に参加するが敗れ、これはNBA選手が参加するようになってから全米代表が初めて優勝できなかった大会となった。

## 受賞、記録

### キャリア通算記録
- 通算3ポイントシュート試投数：2位（6,486本）
- 通算3ポイントシュート成功数：3位（2,560本）（2011年2月10日の試合でレイ・アレンに抜かれる）（2021年1月24日の試合でステフィン・カリーに抜かれる）
- 通算得点：14位（25,279得点）
- フリースロー成功確率：9位（.888）
- 通算プレイ時間：6位（47,619分）
- プレイオフ通算3ポイントシュート成功数：2位（320本）

### シーズン記録
- フリースロー成功確率：1位（5回）

### 受賞歴
- NBAオールスター選出：　1990年、1995年、1996年、1998年、2000年（1995年の選出は先発選手に選ばれた初のペイサーズ所属選手）
- オールNBAサードチーム：　1995年、1996年、1998年
- NBAオールインタビューセカンドチーム：　1998年
- NBAオールルーキーセカンドチーム：　1988年

## その他
- 新築した自宅を放火で失ったのをきっかけに、火事の被災者を救済する基金を設立した。
- 祖父は教会の牧師で、父は空軍士官だった。
- 姉のシェリル・ミラーは背が高く191cmある。そのため、高校時代に背が伸びるまで、1対1で勝ったことがなかった。
- 2020年にアメリカ合衆国の自転車競技の統括管理組織であるUSACyclingの幹部に選出された。ミラー本人もTeam Boombabyというチームを所有するほどの自転車愛好家である。
- 2005年に引退したミラーだったが、2007年にボストン・セルティックスで現役復帰の可能性が浮上していた。実際、ミラーの元にはセルティックスからのオファーが届いたと噂されていたが、ミラーは丁寧に断った。その理由を2021年のインタビューで「ペイサーズで優勝したかったから」と語っている[11]。